# ديف كوستا
ديف كوستا (بالإنجليزية: Dave Costa)‏ هو لاعب كرة قدم أمريكية أمريكي، ولد في 27 أكتوبر 1941 في يونكيرس في الولايات المتحدة، وتوفي في 1 مايو 2013.

## وصلات خارجية
- ديف كوستا على موقع مرجع كرة القدم المحترفة.كوم (الإنجليزية)